# Амриев, Нуритдин Натмиевич
Нуритдин Натмиевич Амриев (13 марта 1959) — советский футболист, нападающий, судья, тренер.
Начинал заниматься футболом в Душанбе, тренер Г. Сыроватский и Ю. Карамян.
В мае 1977 в составе сборной СССР выступал на юниорском турнире УЕФА. В матче за третье место против ФРГ (7:2) забил два гола.
В 1977 году начал выступать в первой лиге за «Памир» Душанбе. Отличался высокой стартовой скоростью и техническим уровнем.
Участник Спартакиады народов СССР 1979.
После гибели команды «Пахтакора» в августе 1979 решением Спорткомитета и Федерации футбола СССР был направлен на усиление клуба. Работал с тренерами Мосягиным, знавшим его по юношеской сборной и Секечем, под руководством которого играл в «Памире». Играл в команде до 1984 года, в высшей лиге провёл 136 матчей, забил 15 голов. 1985 год провёл в первой лиге в «Памире». Завершил карьеру во второй лиге в составе СКА Киев (1986—1987).
Судья республиканской категории, работал на матчах второй и второй низшей лиг СССР в 1990—1991 годах.
С 1993 года — детский тренер в Самаркандском футбольном интернате олимпийского резерва.